# ティフリス (小惑星)
ティフリス (753 Tiflis) は小惑星帯に位置する小惑星である。1913年4月30日、ロシアの天文学者グリゴリー・ニコラエヴィチ・ネウイミンが発見した。
ネウイミンの出身地であるジョージアの都市、トビリシの別名から命名された。